# Giorgi Aburjania
Giorgi Aburjania (georgià: გიორგი აბურჯანია, pronunciat [ɡioɾɡi abuɾdʒania,  nascut a Tblisi el 2 de gener de 1995) és un jugador de futbolista professional del club portuguès de la Primeira Liga AVS i de la selecció de Geòrgia.

## Trajectòria
Aburjania va començar la seva carrera amb Metalurgi Rustavi el 2010. Després va fer passar pel Dila Gori i el Lokomotivi Tbilisi. El 17 de juny de 2014, va fitxar pel club xipriota Anorthosis Famagusta amb un contracte de dos anys.
El 8 de gener de 2016, Aburjania es va traslladar a Catalunya, després de signar un contracte de tres anys i mig amb el Gimnàstic de Tarragona de Segona Divisió. Va fer el seu debut amb el club a finals de mes, substituïnt Lévy Madinda a la segona part en la victòria a casa per 2-1 contra el CD Tenerife. En poc temps es va convertir en un titular indiscutible del conjunt de Vicente Moreno, i va marcar el seu primer gol amb el club el 20 de març de 2016 en un gol de 4-0 al Bilbao Athletic. El 2 d'agost va signar un contracte de quatre anys amb el Sevilla FC, sent inclòs al seu filial.
L'1 d'agost de 2018, després de baixar amb el Sevilla B, Aburjania va ser cedit al CD Lugo de segona divisió per un any. Al juliol de l'any següent, també va marxar al FC Twente de la Eredivisie.
El 20 de setembre de 2020, Aburjania va signar un contracte d'un any amb el Real Oviedo a la segona divisió. El 28 de gener següent, després de ser utilitzat poques vegades, es va desvincular del club asturià i va signar un contracte fins a final de temporada amb el FC Cartagena.
Després d'un parell de dies sense equip, el 3 de juliol de 2021, va signar un contracte de dos anys amb el Gil Vicente F.C. de la Primeira Liga.
Després de dos anys al futbol portuguès, el 4 de juliol de 2023 es va anunciar el seu fitxatge pel Hatayspor, de la Superlliga turca, Allà va estar una temporada abans de tornar a Portugal en fitxar per l'AVS Futebol SAD.

## Selecció georgiana
Després de representar Geòrgia als nivells sub-17, sub-19 i sub-21, Aburjania va debutar amb la selecció absoluta el 29 de març de 2016, en un empat amistós 1-1 contra Kazakhstan. La seva última convocatòria amb la selecció va ser el 19 de novembre de 2023 en un partit contra Espanya.

## Estadístiques

### Clubs
| Club                        | País          | Any       | Partits | Gols |
| --------------------------- | ------------- | --------- | ------- | ---- |
| Metalurgi Rustavi           | Geòrgia       | 2011      | 5       | 0    |
| F. C. Dila Gori             | Geòrgia       | 2012-2013 | 14      | 1    |
| Lokomotivi Tbilisi          | Geòrgia       | 2014      | 9       | 5    |
| Anorthosis Famagusta        | Xipre         | 2014-2016 | 42      | 2    |
| Club Gimnàstic de Tarragona | Espanya       | 2016      | 16      | 2    |
| Sevilla Atlético            | Espanya       | 2016-2020 | 34      | 0    |
| C. D. Lugo (cedit)          | Espanya       | 2018-2019 | 26      | 1    |
| F. C. Twente (cedit)        | Països Baixos | 2019-2020 | 23      | 2    |
| Real Oviedo                 | Espanya       | 2020-2021 | 4       | 0    |
| F. C. Cartagena             | Espanya       | 2021      | 13      | 1    |
| Gil Vicente F. C.           | Portugal      | 2021-2023 | 63      | 2    |
| Hatayspor                   | Turquia       | 2023-2024 | 21      | 0    |
| AVS Futebol SAD             | Portugal      | 2024-     |         |      |

Actualitzat a  23 de gener de 2024.

### Selecció
| Selecció | Any natural | Partits Jugats | Gols aconseguits |
| -------- | ----------- | -------------- | ---------------- |
| Geòrgia  | 2016        | 3              | 0                |
| Geòrgia  | 2017        | 3              | 0                |
| Geòrgia  | 2018        | 6              | 0                |
| Geòrgia  | 2019        | 4              | 0                |
| Geòrgia  | 2020        | 3              | 0                |
| Geòrgia  | 2021        | 10             | 1                |
| Geòrgia  | 2022        | 7              | 0                |
| Geòrgia  | 2023        | 3              | 0                |
| Total    | Total       | 39             | 1                |

Actualitzat a 28/9/2024